# Strzelba Franchi SPAS 15
Franchi SPAS 15 – włoska strzelba samopowtarzalna. Produkt przedsiębiorstwa Luigi Franchi S.p.A.
Broń jest oparta na poprzedniej konstrukcji Franchi SPAS 12. Zasada działania strzelby opiera się na pump action oraz odrzucie gazów prochowych. Ryglowanie odbywa się przez przekoszenie trzona zamkowego w pionie. Broń posiada metalową, składaną kolbę rurową lub syntetyczną. Przyrządy celownicze, podobnie jak w większości strzelb, nie posiadają regulacji.

## Użytkownicy
- Włochy: Włoskie Siły Zbrojne[1]
- Portugalia: Portugalskie Siły Zbrojne[2]
- Serbia: Specjalna Brygada[3]